# Kikugawa
Kikugawa (菊川市 Kikugawa-shi?) es una ciudad en la prefectura de Shizuoka, Japón, localizada en el centro-este de la isla de Honshū, en la región de Chūbu. Tenía una población estimada de 47 194 habitantes el 1 de marzo de 2021 y una densidad de población de 501 personas por km².

## Geografía
Kikugawa está localizada en la meseta de Makinohara, en el centro-este de la prefectura de Shizuoka. El río Kikugawa atraviesa la ciudad. Limita con las ciudades de Kakegawa, Omaezaki, Shimada y Makinohara.

## Historia
Con el establecimiento del sistema de municipios modernos de principios del período Meiji el 1 de abril de 1889, el área alrededor de la moderna Kikugawa se consolidó en once villas dentro del distrito de Kitō, prefectura de Shizuoka. La estación de Kikugawa en el tren de la línea principal de Tōkaidō entre Shizuoka y Hamamatsu se abrió el 16 de abril de 1889 dejando una afluencia de población y desarrollo. El distrito de Kitō se fusionó con el vecino distrito de Sano para formar el distrito de Ogasa, Shizuoka en 1896. A través de los períodos de Taishō y Shōwa, Kikugawa se desarrolló como un centro de producción y comercio de té verde. El pueblo de Kikugawa fue creado el 1 de enero de 1954 a través de la fusión del antiguo pueblo de Horinouchi con cuatro villas circundantes.
La ciudad actual fue establecida el 17 de enero de 2005, a partir de la fusión del antiguo Kikugawa con el pueblo de Ogasa.

## Economía
La economía de Kikugawa es principalmente agrícola, con cultivos importantes que incluyen té verde, lechuga, melón cantalupo y aloe. Las industrias ligeras incluyen la fabricación de equipos agrícolas y la fabricación de componentes de automóviles.

## Demografía
Según los datos del censo japonés, la población de Kikugawa ha sido relativamente estable en los últimos 30 años.
| Gráfica de evolución demográfica de Kikugawa entre 1940 y 2015 |
|                                                                |
| Oficina de Estadística de Japón                                |